# Leksandrowa
Leksandrowa [pronunciación en polaco: /lɛksanˈdrɔva/] es un pueblo ubicado en el distrito administrativo de Gmina Nowy Wiśnicz, dentro del Condado de Bochnia, Voivodato de Pequeña Polonia, en Polonia del sur. Se encuentra aproximadamente a 3 kilómetros al sureste de Nowy Wiśnicz, a 10 kilómetros al sur de Bochnia, y a 42 kilómetros al sureste de la capital regional Kraków.